# Emanuel Fellmer
Emanuel Fellmer (* 1986 in West-Berlin) ist ein deutscher Schauspieler.

## Leben
Emanuel Fellmer machte seine ersten schauspielerischen Erfahrungen im Schultheater, wo er in der 12. Klasse den Mercutio in Romeo und Julia spielte. Nach seinem Abitur an der Rudolf-Steiner Schule in Berlin-Dahlem absolvierte Fellmer 2005/06 seinen Zivildienst in Peru, in dessen Rahmen er mit Kindern Schillers Schauspiel Turandot aufführte. Er wollte zunächst Psychologie studieren, entschied sich dann jedoch, aufgrund seiner bisher gemachten Erfahrungen mit der Theaterarbeit, für die Schauspielerei.
Von Herbst 2007 bis 2011 absolvierte er sein Schauspielstudium am Max-Reinhardt-Seminar in Wien. Ab 2008 stand Fellmer regelmäßig auf der Theaterbühne, zunächst in verschiedenen Studierendenproduktionen und bei Theaterprojekten von Schauspielanfängern. Erste Theaterauftritte hatte er noch während seiner Ausbildung bereits am Wiener Burgtheater, u. a. im sechsten Teil von Joachim Meyerhoffs erfolgreicher Reihe Alle Toten fliegen hoch, und am Wiener Akademietheater. Ab Herbst 2011 hatte er einen Gastvertrag am Stadttheater Klagenfurt. Ab November 2011 trat er dort als Hans im Märchenstück Der gestiefelte Kater auf. Ab Jänner 2012 wirkte er in der Premiere von Julien Greens Theaterstück Süden (Regie: Sibylle Broll-Pape) mit.
Ab 2012 gastierte er regelmäßig auch am Landestheater Vorarlberg. In der Spielzeit 2012/13 trat er dort als Orsino in Was ihr wollt auf und spielte in seinem eigenen Soloabend Raskolnikov im Ostrogg. 2013 gastierte er bei den Wiener Festwochen. In der Spielzeit 2014/15 folgte am Landestheater Vorarlberg unter dem Titel Oh Nacht, ich bin bereit ein weiterer Soloabend Fellmers zur Erinnerung an den Lyriker Georg Trakl. 2015 gastierte er am Theater der Jugend in Wien.
In der Spielzeit 2016/17 verkörperte er den Franz Moor in Schillers Die Räuber (Regie: Matthias Hartmann) in einer Multimedia-Inszenierung des Salzburger Landestheaters, die auch beim Hamburger Theaterfestival gezeigt und im Fernsehen übertragen wurde. In der Spielzeit 2017/18 trat er am Landestheater Niederösterreich als Tybalt in einer Romeo und Julia-Inszenierung von Sebastian Schug auf. Seit 2016 spielt er als Gast, ebenfalls in einer Inszenierung von Matthias Hartmann, den Beamten Lukjan Timofejewitsch Lebedjew in einer Bühnenfassung von Dostojewskij Der Idiot am Düsseldorfer Schauspielhaus. Im Oktober 2018 gastierte er mit dieser Produktion beim Hamburger Theaterfestival.
Fellmer stand auch für mehrere Filmprojekte vor der Kamera. Seit 2017 arbeitet er verstärkt auch für das Fernsehen. 2013 gehörte er als Anführer der Tempelsoldaten zum Darstellerensemble des Filmprojekts Jesus Cries der Fotografin, Filmemacherin und Produzentin Brigitte Maria Mayer. In den Fernsehfilm Der Andi ist wieder da (2014) verkörperte er, an der Seite von Nicholas Reinke, Tatja Seibt und Tilo Prückner in der Rolle des Ecki den jüngeren, geistig behinderten Bruder der männlichen Hauptfigur des Films, einem Berliner Architekten.
Fellmer hatte mehrere Episodenrollen in verschiedenen Fernsehserien und TV-Krimiformaten, u. a. in SOKO Wismar (2017), Hubert und Staller (2018) und Rentnercops (2018).
In der 4. Staffel der ZDF-Serie Der Alte war er im März 2018 in einer Episodenrolle als Tatverdächtiger zu sehen, der einen bei einem illegalen Autorennen tödlich verunglückten Raser verfolgte und fotografierte. Im Oktober 2018 war er in der ZDF-Serie SOKO Stuttgart ebenfalls in einer Episodenhauptrolle als begabter Jungschauspieler, der unter Tatverdacht gerät, zu sehen. In der 4. Staffel der ARD-Fernsehserie Die Kanzlei (2018) hatte Fellmer ebenfalls eine der Episodenrollen als Berufskraftfahrer und Bankräuber Henning Rosinski. In der 14. Staffel der österreichischen TV-Serie SOKO Donau (2019) hatte Fellmer eine der Episodenhauptrollen als Trafikant Alexander Häusler, der heimlich in die Freundin des Tatopfers verliebt ist. In der TV-Reihe Der Bozen-Krimi (2019) spielte er Manuel Steinbrenner, den tatverdächtigen Mitarbeiter einer Sicherheitsfirma, der gemeinsam mit seiner Schwester ein marodes Hotel führt.
Fellmer erarbeitete mehrere Theaterprojekte mit Kindern und Jugendlichen. Seit 2016 ist er als Schauspieldozent am Max-Reinhardt-Seminar tätig. Er lebt in Wien.

## Filmografie (Auswahl)
- 2014: Der Andi ist wieder da (Fernsehfilm)
- 2015: Jesus Cries (Filmprojekt)
- 2016: Die Räuber (Theaterverfilmung)
- 2016: Willkommen bei den Hartmanns (Kinofilm)
- 2016: Hero² (Kurzfilm)
- 2017: SOKO Wismar: Lass das mal die Oma machen (Fernsehserie, eine Folge)
- 2018: Hubert und Staller: Puppenmord (Fernsehserie, eine Folge)
- 2018: Der Alte: Wer bremst, hat verloren (Fernsehserie, eine Folge)
- 2018: SOKO Stuttgart: Letzter Vorhang (Fernsehserie, eine Folge)
- 2018: Rentnercops: Ich war das nicht (Fernsehserie, eine Folge)
- 2018: Die Kanzlei: Absturz (Fernsehserie, eine Folge)
- 2018: WaPo Bodensee: Abgerutscht (Fernsehserie, eine Folge)
- 2019: Der Bozen-Krimi: Leichte Beute (Fernsehreihe)
- 2019, 2023: SOKO Donau: Ein Akt der Gewalt, Kreuzmordrätsel (Fernsehserie, zwei Folgen)
- 2019: Wie ich lernte, bei mir selbst Kind zu sein (Kinofilm)
- 2020: Wischen ist Macht: Fantasie ist Fantasie (Fernsehserie, eine Folge)
- 2020: Ziemlich russische Freunde (Fernsehfilm)
- 2022: Totenfrau (Fernsehserie)
- 2022: Marie Brand und der entsorgte Mann (Fernsehreihe)
- 2022: SOKO Donau|SOKO Wien: Kreuzmordrätsel (Fernsehserie, eine Folge)
- 2023: SOKO Stuttgart: Vater unser (Fernsehserie, eine Folge)
- 2023: Die verkaufte Prinzessin (Fernsehfilm)
- 2024: Führer und Verführer (Kinofilm)
- 2024: Landkrimi – Schnee von gestern (Fernsehreihe)
- 2025: Exterritorial
- 2025: Sturm kommt auf (Fernsehfilm)